# Grodków
Grodków (tysk: Grottkau) er en by i Voivodskabet Opole i Polen. Grodków er administrationscentrum i Gmina Grodków. Byen ligger i det schlesiske lavland i det historiske område Niederschlesien. Cirka 20 kilometer nord for Grodków ligger byen Brzeg.
Mod nord er Gródkow forbundet med motorvejen A4. I 2007 var indbyggertallet 8.709.
Før 1945 var byen en del af Tyskland.

## Historie
I et dokument fra 1210 nævnes byen Grodcobichi beliggende i Hertugdømmet Schlesien. Nabobyen Neu Grottkau blev grundlagt af tyske nybyggere som en del af den tyske Ostsiedlung. Den nye by fik stadsret i 1268 under den schlesiske hertug Henrik 4. Probus. Den middelalderlige byplan var præget af en rektangulær markedsplads og fire gader, der førte til bymurens tårne og videre til de nærliggende byer Nysa, Ziębice, Wrocław og Lewin. Ved delingen af Hertugdømmet Schlesien i 1311 blev Grodków en del af Hertugdømmet Brzeg, der blev styret af hertug Bolesław 3., som i 1327 blev bøhmisk vasal. I 1344 solgte han byen til biskop Przecław af Wrocław, som lod den indlemme i Hertugdømmet Nysa. Senere skænkede den bøhmiske kong Wenzel 4. biskoppen af Wrocław titlen ’Hertug af Gródkow’. Indtil sekulariseringen af bispedømmet i 1810 var Wrocławs biskop hertug af Gródkow.
Grodków blev lagt øde under hussitterkrigene og igen under Trediveårskrigen, hvorefter byen blev genopbygget på foranledning af biskop Sebastian von Rostock, der kom fra Grodków. I 1526 blev byen indlemmet i Det Habsburgske Monarki. Efter Første Schlesiske Krig 1740-42 blev byen annekteret af kong Frederik den Store. Efter Syvårskrigen oprettedes en garnison i byen, der først blev opløst i 1920. Fra 1815 var Grodków en del af provinsen Schlesien.
I 1939 havde byen 4.867 indbyggere, og indtil 1945 var den administrationscentrum for Landkreis Grottkau. Byen led stor skade under Den Røde Hærs Wisła-Oder-offensiv . Efter Anden Verdenskrig blev byens tyske befolkning udvist i overensstemmelse med Potsdam-deklarationen.

## Berømte personer fra Grodków
- Melchior Adam (1575-1622), litteraturhistoriker.
- Sebastian von Rostock (1607-1671), Wrocławs biskop 1665-1671.
- Józef Elsner (1769-1854), komponist.
- Sylvius Leopold Weiss (1687-1750), komponist.
- Johannes Ronge (1813-1887), katolsk præst og grundlægger af Allgemeine Christliche Kirche; arbejdede som præst ved Grodkóws sognekirke fra 1840 til 1843.

## Venskabsbyer
Grodków har følgende venskabsbyer:
- Beckum, Tyskland.
- Bohumín, Tjekkiet.
- Heringsdorf, Tyskland.
- La Celle-Saint-Cloud, Frankrig.
- Borshchiv, Ukraine.